# Gaio Ofonio Tigellino
Gaio Ofonio Tigellino, scritto anche Sofonio Tigellino (in latino Gaius Ofonius Tigellinus o Gaius Sofonius Tigellinus; Agrigentum, 10 circa – Sinuessa, 69), è stato un prefetto e militare romano, prefetto del pretorio sotto l'imperatore Nerone.

## Biografia
Sicuramente siciliano (è quasi certo che fosse nato ad Agrigentum, la greca Akragas e l'odierna Agrigento, anche se resta dubbio l'anno di nascita), Tigellino era probabilmente di ascendenza greca; la sua famiglia era di umili origini. Giovane e semisconosciuto, fu accusato dell'adulterio della sorella dell'imperatore Caligola, Agrippina. Dopo essere stato esiliato dal suddetto nel 39 d.C., fu richiamato in patria da Claudio.
Durante il regno di questo imperatore fece fortuna gestendo ippodromi in Puglia e in Calabria. Sotto Nerone divenne prefetto dei vigili e successivamente prefetto del pretorio (62 d.C.). A capo della guardia pretoriana fu uno dei più fedeli e feroci funzionari di Nerone e si distinse particolarmente durante la repressione, nell'anno 65 d.C., della cosiddetta congiura dei Pisoni, nella quale fu coinvolto anche il precettore dell'imperatore, Lucio Anneo Seneca, che per questo venne costretto al suicidio.
Secondo Tacito, Tigellino, con una calunnia pronunciata a Nerone, indusse lo scrittore e cortigiano rivale Petronio a suicidarsi nel 66. Tigellino, raffigurato dagli storici sia antichi sia contemporanei come un personaggio rozzo e crudele, accrebbe di molto il suo influsso su Nerone, ma successivamente lo abbandonò quando apparve chiaro il successo dell'insurrezione guidata da Galba. Quando però anch'egli fu sopraffatto da Otone, quest'ultimo ordinò a Tigellino il suicidio, avvenuto a Sinuessa tramite il taglio della gola.